# Horton Kirby and South Darenth
Horton Kirby and South Darenth est une paroisse civile du Kent, en Angleterre.